# Хань Инцзе
Хань Ин-цзе (1 января 1927, Шанхайе — 15 октября 1991, Гонконг) — китайский хореограф и актёр. Особенно отличился в гонконгском и тайваньском кино в 1960-х и 70-х годах, в частности, работой над фильмами Кинга Ху. («Золотая ласточка», «Весенняя гостиница», «Прикосновение дзена», «Харчевня Дракона» и др.). Иногда ему приписывают введение батута для имитации прыжков со сверхъестественной высоты в фильмах с боевыми искусствами

## Биография
Ему было три года, когда его семья переехала в Пекин. Он был частью оперной труппы в возрасте от 9 до 18 лет. Затем вернулся в Шанхай, где дебютировал в кино в качестве каскадера, когда ему было всего 19 лет. После этого временно оставил киноиндустрию, чтобы проводить выставки боевых искусств и цирковые представления в Гонконге и Сингапуре. Потом возобновил работу каскадёром и был принят в студию Shaw Brothers. Постепенно прошёл путь от каскадёра до хореографа боевых искусств, параллельно исполняя небольшие роли в кино. Постепенно заработал хорошую репутацию.
В 1966 году режиссёр Кинг Ху предложил актёру оставить Shaw Brothers и отправиться с ним на Тайвань. В течение следующих четырёх лет напарники работали вместе работали над фильмами с боевыми искусствами. В 1970 году Хан Ин-цзе вернулся в Гонконг и подписал контракт с молодой компанией Golden Harvest. Именно в 1971 году он сыграл самую значительную роль в своей карьере — роль жестокого Большого Босса в одноимённом фильме режиссёра Ло Вея с Брюсом Ли в главной роли. С тех пор Хань Ин-цзе гастролировал с самыми известными звёздами своего времени, а также снял несколько фильмов.
Он умер от рака в Гонконге в возрасте 64 лет.